# Bagana (volcan)
Pour les articles homonymes, voir Bagana.
Le Bagana ou Bogana est un volcan de Papouasie-Nouvelle-Guinée, sur l'île Bougainville. Il s'agit de l'un des volcans les plus actifs et les plus jeunes de cette partie de l'Océanie. Ses éruptions sont peu explosives et produisent des coulées de lave andésitiques en forme de lobe qui descendent du cratère sommital sur l'ensemble des flancs de ce cône symétrique.

## Géographie

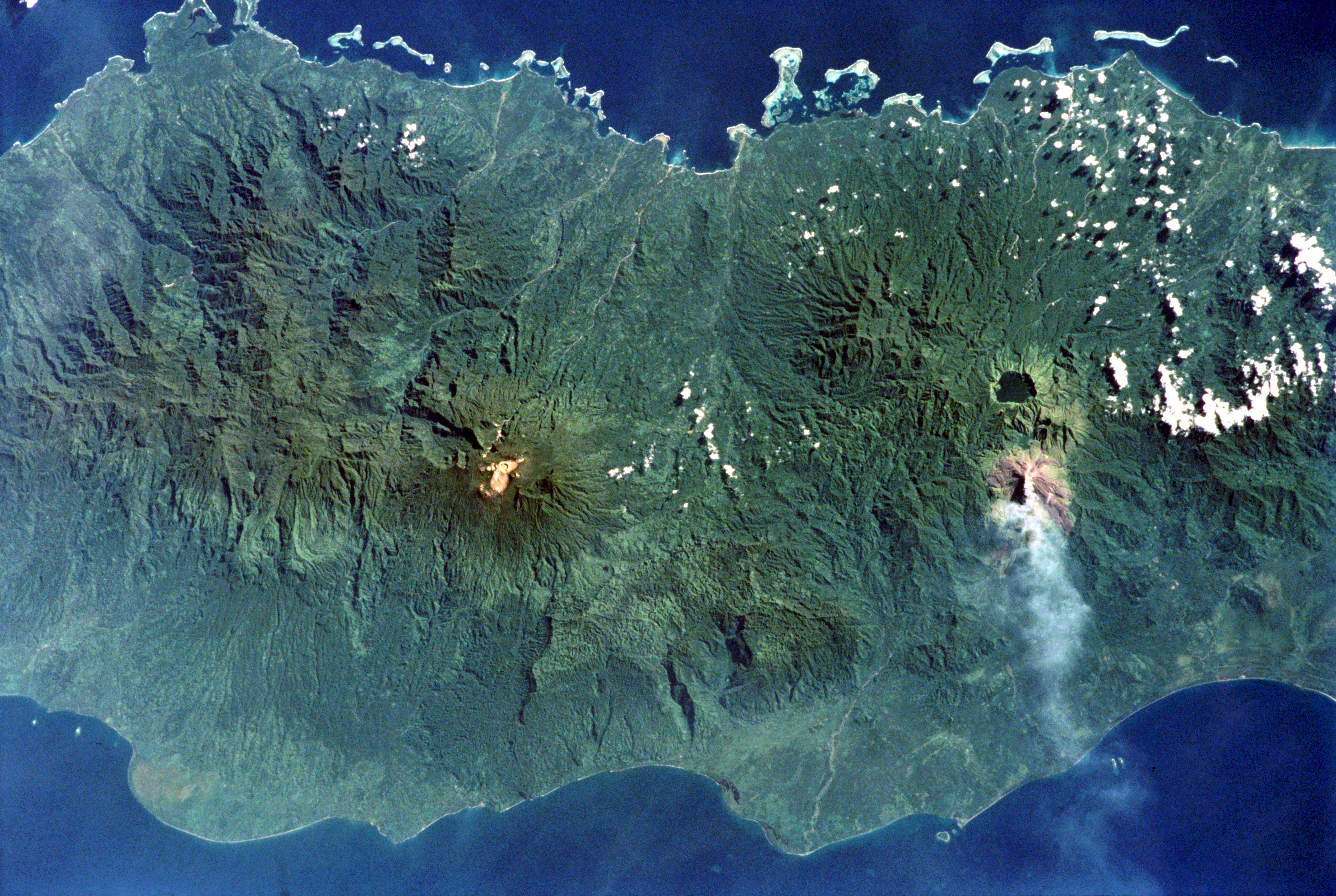
Image satellite du centre de l'île Bougainville avec au centre le Tore et sur la droite la caldeira du Billy Mitchell (lac de cratère) et le Bagana en éruption.

Le Bagana est situé dans l'Est de la Papouasie-Nouvelle-Guinée, dans le Nord des îles Salomon. Il s'élève au centre de l'île Bougainville, dans la chaîne de l'Empereur. Il est entouré par la caldeira occupée par un lac du Billy Mitchell au nord-est par la plaine côtière de la baie de l'Impératrice-Augusta au sud-ouest. Administrativement, il fait partie de la région autonome de Bougainville dans la région des Îles.
Culminant à 1 855 mètres d'altitude, ce cône volcanique symétrique est constitué de l'empilement de volumineuses coulées de lave andésitiques. Celles-ci naissent au sommet du volcan, généralement à partir d'un dôme de lave dans le cratère sommital, et s'épanchent dans toutes les directions sur les flancs du Bagana. Elles forment des lobes de lave d'une cinquantaine de mètres d'épaisseur aux parois abruptes. Cette activité éruptive faiblement explosive est parfois interrompue par la formation de quelques nuées ardentes.

## Histoire
Le cône actuel du Bagana se serait formé au cours des 300 dernières années en se basant sur l'activité éruptive actuelle, ce qui fait de lui l'un des volcans les plus jeunes de Mélanésie.
Sa première éruption aperçue par les Européens est celle du 15 mars 1842. Elle est suivie de 24 autres éruptions, dont 19 pour le seul XXe siècle, la dernière, toujours en cours, ayant débuté le 16 septembre 2000. Elles sont généralement d'un indice d'explosivité volcanique de 2 à 3 hormis celle du 29 février à octobre 1952 qui a atteint un indice d'explosivité volcanique de 4.